# Blanmont
Blanmont is een dorp in de Belgische provincie Waals-Brabant. Het ligt in Chastre-Villeroux-Blanmont, een deelgemeente van Chastre. Blanmont ligt langs de Orne, ten noorden van het centrum van Chastre.

## Geschiedenis
Op de Ferrariskaart uit de jaren 1770 is de plaats weergegeven als het dorp Blanmont. Op het eind van het ancien régime werd Blanmont een gemeente. In 1823 werd de gemeente opgeheven en verenigd met Chastre-Villeroux tot de nieuwe gemeente Chastre-Villeroux-Blanmont.

## Bezienswaardigheden
- De Sint-Martinuskerk (Église Saint-Martin) is een neoclassicistisch bouwwerk van 1861-1862.
- Het Kasteel van Blanmont ligt aan de Orne. Het bestaat uit een poortgebouw (begin 18e eeuw) en een 17e-eeuws woongedeelte dat in de 19e eeuw werd verbouwd.
- De Moulin de Godeupont is een bovenslagmolen op de Orne.

## Natuur en landschap
Blanmont ligt aan de Orne. De hoogte aan de kerk is 124 meter.

## Nabijgelegen kernen
Chastre, Hévillers, Mont-Saint-Guibert, Corbais, Nil-Saint-Vincent
Deelgemeenten: Chastre-Villeroux-Blanmont · Cortil-Noirmont · Gentinnes · Saint-Géry

Overige plaatsen: Blanmont · Chastre · Cortil · Noirmont · Villeroux

Belgische gemeenten · Arrondissement Nijvel · Waals-Brabant · Wallonië